# ビジュニャーナ・バイラヴァ・タントラ
ビジュニャーナ・バイラヴァ・タントラ (Vijñāna-bhairava-tantra。ヒンディー語ではVigyan Bhairav Tantra（ヴィギャン・バイラヴ・タントラ）と綴られることもある）は、ヒンドゥー教の一元論的シヴァ派であるカシミール・シヴァ派のクラ道のトリカの伝統に属するシヴァ・タントラ（文献）である。サンスクリット語の163のアヌシュトゥブのスタンザから成り、バイラヴァ（「恐ろしい者」、シヴァ神の暗黒相）とバイラヴィ女神の談話形式で構成されており、非常に凝縮された形で約112のタントラの瞑想法（ユクティ、理）または集中のテクニック（ダーラナー、執持）が簡潔に紹介されている。グル・ケユラヴァティー（Keyūravatī）が著した可能性がある。
20世紀のカシミール・シヴァ派の学者ジャイデヴァ・シンは、この文献の正確な年代を特定することは困難であるが、7世紀から8世紀の間に書かれた可能性があると述べている。10‐11世紀のカシミールの神秘主義者アビナヴァグプタはシヴァ・ジュニャーナ・ウパニシャッドと呼んだ。
非専門家による信頼できない英訳が多く行われ広まっており、20世紀のインド人グルのバグワン・シュリ・ラジニーシ（Osho）による膨大な解説（邦訳あり）もこうした英訳に基づいている。

## 解説と英訳
この文献は1918年に the Kashmir Series of Text and Studies (KSTS)に掲載された。シリーズは2巻出版されており、1巻にはクシャマラージャとシヴォパディヤーヤによるサンスクリット語の注釈が付いており、もう1巻にはアーナンダ・バッタによるカウマディと呼ばれる注釈が付いている。
1957年にアメリカの詩人ポール・レップスが、人気著書『Zen Flesh, Zen Bones（禅肉、禅骨）』に詩的な英訳を収録し、ビジュニャーナ・バイラヴァ・タントラが広く注目を集めた。
サンスクリット語学者のクリストファー・ウォリスが書いているように、英訳の多くは、サンスクリット語を読み解く訓練を受けていない人間や、ビジュニャーナ・バイラヴァ・タントラが依拠しているサンスクリット語のタントラ文献を読んだことのない人間によって行われた。その結果、ビジュニャーナ・バイラヴァ・タントラで手短に概要が述べられている実践について正しく伝えていない、詩的または自由な形式の不正確な英訳・解説が広まった。バグワン・シュリ・ラジニーシが行ったビジュニャーナ・バイラヴァ・タントラの膨大な解説は、ポール・レップスの英訳に基づいている。
信頼できる数少ない英訳は、ジャイデヴァ・シン（Jaideva Singh）によるものと、タントラとカシミール・シヴァ派の研究者マーク・S・G・ディツコフスキー（Mark S. G. Dyczkowski）によるものである。